# هنریک شرینگ
هنریک شرینگ (لهستانی: Henryk Bolesław Szeryng؛ تلفظ: HEN-rik SHEH-ring؛ ۲۲ سپتامبر ۱۹۱۸ – ۳ مارس ۱۹۸۸) یک نوازندهٔ مشهور ویولن و آهنگساز اهل لهستان و مکزیک بود.
او نواختن ویولن را از سن ۷ سالگی نزدِ «موریس فرنکل» آغاز کرد. سپس از سال ۱۹۲۹ تا ۱۹۳۲ میلادی در برلین، تحتِ تعلیماتِ «کارل فلش» قرار گرفت و بعد به «کنسرتوار پاریس» رفت و از شاگردان «ژاک تیبو» شد و در سال ۱۹۳۷ با درجهٔ عالی، فارغ‌التحصیل گردید.
او آهنگسازی را نیز از سال ۱۹۳۳ تا ۱۹۳۹ در پاریس و نزدِ «نادیا بولانژه» فرا گرفت.
هنریک در حین جنگ جهانی دوم به مکزیک سفر کرد و در سال ۱۹۴۱ میلادی به سبب استقبال گرمی که از کردند، تصمیم گرفت تا تابعیت این کشور را بپذیرد و در آنجا بماند. او در سال ۱۹۴۵ میلادی، رئیسِ بخشِ سازهای زهی «دانشگاه ملی مکزیک» و از سال ۱۹۶۰ میلادی، «سفیر فرهنگی» آن کشور شد.
وی دوستی و همکاری نزدیکی با آرتور روبینشتاین داشت و کنسرت‌های موسیقی فراوانی را با او اجرا کردند.
هنریک بابت فعالیت‌های هنری‌اش، برندهٔ جوایز متعددی شده بود که از آن میان، می‌توان به ۲ «جایزهٔ ادیسون»، ۶ «جایزه بزرگ دیسک»، ۲ «جایزه گرمی» و همچنین «نشان سیمین» شهر پاریس و «نشان لیاقت هنر و ادبیات» فرانسه اشاره کرد.
وی در سن ۶۹ سالگی بر اثرِ عارضهٔ خونریزی مغزی در شهر کاسل آلمان غربی درگذشت.